# Arrelles
Arrelles ist eine französische Gemeinde mit 88 Einwohnern (Stand: 1. Januar 2022) im  Département Aube in der Region Grand Est (vor 2016 Champagne-Ardenne). Sie gehört zum Arrondissement Troyes und zum Kanton Les Riceys.

## Geographie
Arrelles liegt etwa 28 Kilometer südsüdöstlich von Troyes. Umgeben wird Arrelles von den Nachbargemeinden Villiers-sous-Praslin im Norden und Nordwesten, Villemorien im Norden und Nordosten, Polisy im Osten und Nordosten, Avirey-Lingey im Süden und Osten, Pargues im Südwesten sowie Praslin im Westen.

## Bevölkerungsentwicklung
| Jahr                       | 1962 | 1968 | 1975 | 1982 | 1990 | 1999 | 2006 | 2011 | 2016 |
| Einwohner                  | 151  | 103  | 119  | 92   | 85   | 73   | 81   | 87   | 86   |
| Quellen: Cassini und INSEE |      |      |      |      |      |      |      |      |      |

## Sehenswürdigkeiten
- Kirche Saint-Pierre-ès-Liens aus dem Jahre 1825

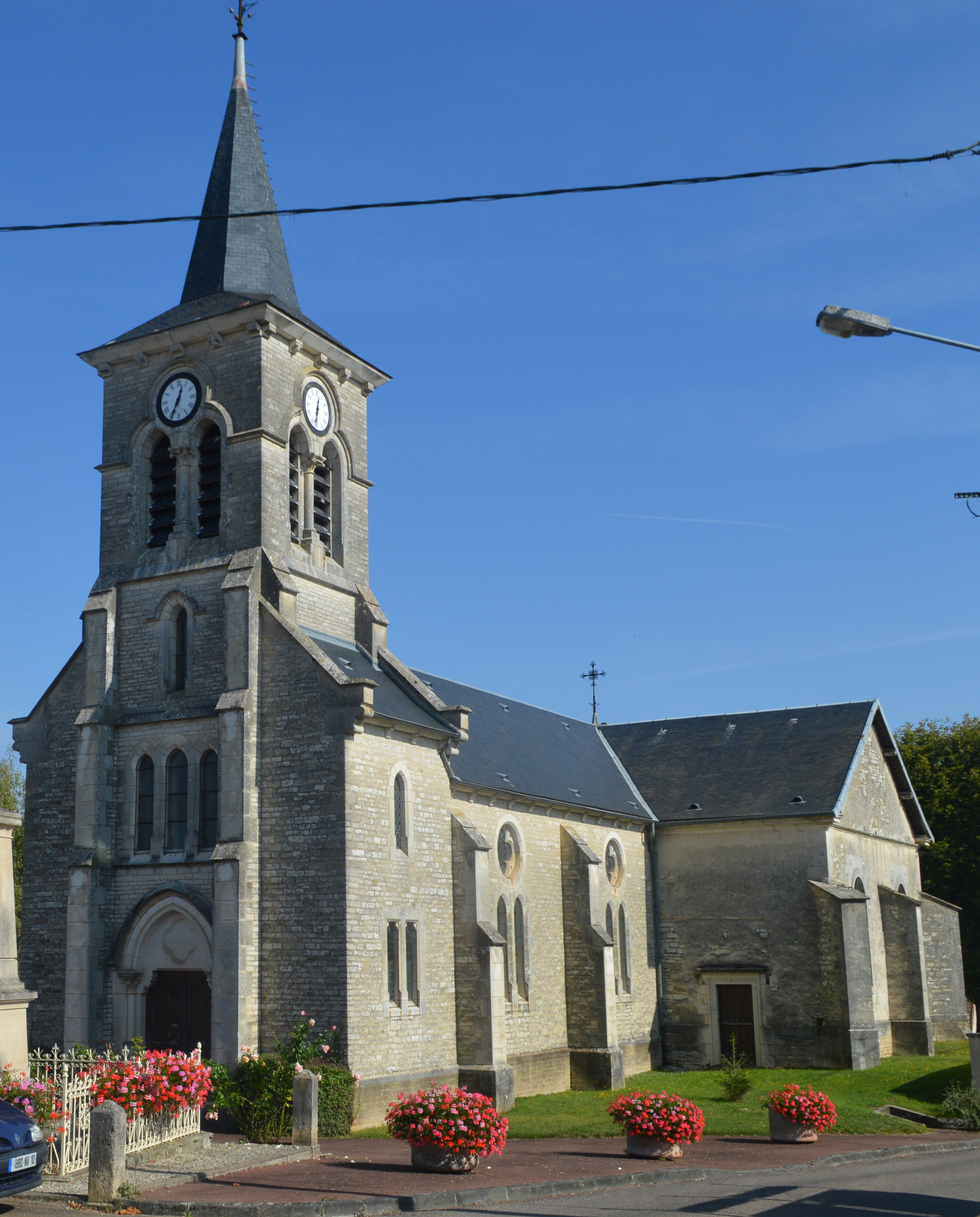
Kirche Saint-Pierre-ès-Liens